# Napoleonovo prečkanje Alp (David)
Napoleonovo prečkanje Alp (znano tudi kot Napoleon na prelazu sveti Bernard; navedeno kot Le Premier Consul franchissant les Alpes au col du Grand Saint-Bernard) je serija petih konjeniških portretov Napoleona Bonaparteja v olju na platnu, ki jih je naslikal francoski umetnik Jacques-Louis David med letoma 1801 in 1805. Kompozicija, ki jo je sprva naročil španski kralj, prikazuje močno idealiziran pogled na resnični prehod Napoleona in njegove vojske vzdolž Alp skozi prelaz Veliki Sveti Bernard maja 1800.
Postala je ena najpogosteje reproduciranih slik Napoleona.

## Ozadje
Ko je 9. novembra 1799 prevzel oblast v Franciji med 18. Brumaireom, se je Napoleon odločil vrniti v Italijo, da bi okrepil francoske čete v državi in ponovno zavzel ozemlje, ki so ga Avstrijci zasegli v prejšnjih letih. Spomladi 1800 je vodil rezervno vojsko čez Alpe preko prelaza Veliki Sveti Bernard. Avstrijske sile pod vodstvom Michaela von Melasa so oblegale Masséno v Genovi in Napoleon je upal, da bo dosegel element presenečenja s prehodom čez Alpe. Ko so prišle Napoleonove čete, je Genova padla; vendar je napredoval v upanju, da se bo spopadel z Avstrijci, preden se bodo lahko ponovno zbrali. Rezervna vojska se je 9. junija bojevala pri Montebellu, preden je na koncu dosegla odločilno zmago v bitki pri Marengu. Postavitev Napoleona za prvega konzula in francoska zmaga v Italiji sta zahtevala zbližanje s Karlom IV. Španskim. Medtem ko so potekali pogovori o ponovni vzpostavitvi diplomatskih odnosov, je potekala tradicionalna izmenjava daril. Karel je prejel pištole, izdelane v Versaillesu, obleke najboljših pariških šivilj, dragulje za kraljico in lep komplet oklepov za novoimenovanega predsednika vlade Manuela Godoya. V zameno so Napoleonu ponudili šestnajst španskih konj iz kraljevih konjušnic, portreta kralja in kraljice Goye in portret, ki naj bi ga izdelal David. Francoski veleposlanik v Španiji Charles-Jean-Marie Alquier je v Karlovem imenu od Davida zahteval originalno sliko. Portret naj bi visel v kraljevi palači v Madridu kot znak novega odnosa med državama. David, ki je bil goreč zagovornik revolucije, je svojo gorečnost prenesel na novi konzulat, ter se zelo vneto lotil naloge.
Ko je izvedel za zahtevo, je Bonaparte naročil Davidu, naj izdela še tri različice: eno za Château de Saint-Cloud, eno za knjižnico Les Invalides in tretjo za kraljevo palačo v Milanu, glavnem mestu Cisalpinske republike. Peto različico je izdelal David in je ostala v njegovih različnih delavnicah do njegove smrti.

## Zgodovina petih različic
Izvirna slika je ostala v Madridu do leta 1812, ko jo je iz Španije uplenil Joseph Bonaparte, ko je pobegnil po izgubljeni vojni na polotoku.
Vzel jo je s seboj v Point Breeze v Bordentownu, NJ, Združene države, kjer je živel od leta 1816 do 1839. Sliko so potomci prenašali do leta 1949, ko jo je njegova pranečakinja Eugenie Bonaparte zapustila muzeju Château de Malmaison.
Različico, izdelano za Château de Saint-Cloud iz leta 1801, so leta 1814 odstranili pruski vojaki pod vodstvom von Blücherja, ki so jo ponudili pruskemu kralju Frideriku Viljemu III. Zdaj je v palači Charlottenburg v Berlinu.
Kopija iz leta 1802 iz Les Invalides je bila ob burbonski obnovi leta 1814 sneta in shranjena; toda leta 1837 so ga po naročilu kralja Ludvika Filipa ponovno obesili v njegovem na novo odprtem Musée de l'Histoire de France v Versajski palači, kjer je še danes.
Različica iz leta 1803 je bila dostavljena v Milano, vendar so jo Avstrijci leta 1816 zasegli. Prebivalci Milana se je niso hoteli odreči in v mestu je ostala do leta 1825. Končno so jo leta 1834 postavili v Belvedere na Dunaju. Tam je še danes, zdaj pa je del zbirke Österreichische Galerie Belvedere.
Različica, ki jo je David hranil do svoje smrti leta 1825, je bila leta 1846 razstavljena na Bazar Bonne-Nouvelle (kjer je nanjo opozoril Baudelaire). Leta 1850 ga je Davidova hči Pauline Jeanin ponudila predsedniku Louis-Napoléonu Bonaparteju (bodočemu Napoleonu III.) in ga postavila v Tuilerijsko palačo. Leta 1979 je bil dana muzeju v Versajski palači.

## Slike
Komisija je določila portret Napoleona, ki stoji v uniformi prvega konzula, verjetno v duhu portretov, ki so jih pozneje izdelali Antoine-Jean Gros, Robert Lefèvre (Napoleon v kronanju) in Jean Auguste Dominique Ingres (Napoleon I. na svojem cesarskem prestolu), toda David je želel naslikati konjeniški prizor. Španski veleposlanik Ignacio Muzquiz je obvestil Napoleona in ga vprašal, kako bi želel biti zastopan. Napoleon je sprva zahteval, da ga prikažejo, kako pregleduje vojake, vendar se je na koncu odločil za prizor, ki prikazuje njegovo prečkanje Alp.
V resnici je bil prehod opravljen v lepem vremenu in Bonaparteja je čez vodil vodnik na muli. Vendar je bila slika že od vsega začetka predvsem propaganda in Bonaparte je Davida prosil, naj ga upodablja »mirnega, jezdečega na ognjenem konju« (Calme sur un cheval fougueux), verjetno pa je predlagal tudi, da se dodajo imena drugih velikih generalov, ki so vodili svoje sile čez Alpe: Hanibala in Karla Velikega.

### Proizvodnja
Narejenih je bilo malo osnutkov in pripravljalnih študij, v nasprotju z Davidovo običajno prakso. Gros, Davidov učenec, je izdelal majhno oljno skico obrzdanega konja, ki je bila verjetna študija za Napoleonovega konjenika, Davidovi zvezki pa prikazujejo nekaj skic prvih misli o položaju jezdeca. Pomanjkanje zgodnjih študij je mogoče delno razložiti z Bonapartejevo zavrnitvijo, da bi poziral. Sedel je za Grosa leta 1796 na vztrajanje Joséphine de Beauharnais, vendar se je Gros pritožil, da ni imel dovolj časa, da bi zasedanje koristilo. David ga je leta 1798 tudi uspel prepričati, da je sedel za portret, vendar mu tri ure, ki mu jih je namenil muhasti in nepotrpežljivi Bonaparte, niso dale dovolj časa, da bi ustvaril spodobno podobo. Ko je sprejel naročilo za alpsko sceno, se zdi, da je David pričakoval, da bo sedel za študij, vendar je Bonaparte to zavrnil, ne samo zato, ker ni maral sedeti, ampak tudi zato, ker je verjel, da mora biti slika predstavitev njegovega značaja in ne njegovega fizičnega videza.
Zavrnitev udeležbe poziranja je zaznamovala prelom v portretiranju Napoleona nasploh, z realizmom, opuščenim za politično ikonografijo: po tej točki postanejo portreti simbolični in zajemajo ideal in ne fizične podobe.
Ker ni mogel prepričati Napoleona, da bi sedel za sliko, je David za izhodišče svojih potez vzel doprsni kip, svojega sina pa postavil na vrh lestve kot model za držo. Uniforma je natančnejša, saj si je David lahko izposodil uniformo in dvorog, ki ju je nosil Bonaparte v Marengu. Kot modela za 'ognjenega konja' sta bila uporabljena dva Napoleonova konja: kobila la Belle, ki je predstavljena v različici, ki so jo hranili v Charlottenburgu, in znameniti sivi Marengo, ki se pojavlja v tistih, ki so jih hranili v Versaillesu in na Dunaju. Gravure iz Voyage pittoresque de la Suisse so služile kot modeli za pokrajino.
Prvi od petih portretov je bil naslikan v štirih mesecih, od oktobra 1800 do januarja 1801. Po dokončanju začetne različice je David takoj začel delati na drugi različici, ki je bila končana 25. maja, na dan, ko je Bonaparte pregledal portrete v Davidovi delavnici v Louvru.
Davidu sta pri izdelavi različnih različic pomagala dva izmed njegovih učencev: Jérôme-Martin Langlois je delal predvsem na prvih dveh portretih, George Rouget pa je izdelal kopijo za Les Invalides.

### Tehnika
V nasprotju s svojima predhodnikoma Françoisom Boucherjem in Jean-Honoréjem Fragonardom, ki sta kot osnovno barvo za izdelavo slike uporabila rdečo ali sivo podlaket, je David uporabil belo ozadje platna neposredno pod svojimi barvami, kot kažejo nekatera njegova nedokončana dela, kot je njegov prvi poskus portreta Bonaparteja ali njegova skica Prisega na teniškem igrišču.
David je delal z uporabo dveh ali treh plasti. Potem ko je ujel osnovni obris z oker risbo, je sliko opredeljeval z rahlimi dotiki, s čopičem z malo barve in se osredotočal na bloke svetlobe in sence, namesto na podrobnosti. Rezultati te tehnike so še posebej opazni v izvirni različici Napoleonovega prehoda čez Alpe iz Malmaisona, zlasti pri zadnjici konja. Pri drugem sloju se je David osredotočil na izpolnjevanje podrobnosti in odpravljanje morebitnih napak.
Tretji in zadnji sloj je bil uporabljen za dodelavo: s prelivanjem tonov in glajenjem površine. David je to nalogo pogosto prepustil svojim pomočnikom.

## Podrobnost
Vseh pet različic slike je približno enako velike (2,6 m × 2,2 m). Bonaparte je prikazan v uniformi vrhovnega generala, oblečen v zlato obrobljeni dvorog in oborožen s sabljo v mameluškem slogu. Ogrnjen je z gubami velikega plašča, ki se vihra v vetru. Glava je obrnjena proti gledalcu, z desno roko pa kaže proti vrhu gore. Njegova leva roka drži vajeti svojega konja. Konj se dviga na zadnje noge, grivo in rep pa mu šiba ob telo isti veter, ki napihuje Napoleonov plašč. V ozadju se vrsta vojakov, prepredena z artilerijo, prebija na goro. Temni oblaki visijo nad sliko in pred Bonapartejem se gore strmo dvigajo. V ospredju vklesani v skale so BONAPARTE, HANNIBAL in KAROLVS MAGNVS IMP. Na oklepnem jarmu konja je slika signirana in datirana.

### Razlike med petimi različicami
V izvirni različici v Malmaisonu (260 × 221 cm) ima Bonaparte oranžen plašč, rispin (manšeta) njegove rokavice so izvezene, konj je pigast, črno-bel, streme pa je popolno in vključuje Running Martingale. Obseg okoli konjevega trebuha je temno bledo rdeč. Častnik s sabljo v ozadju je zakrit s konjskim repom. Napoleonov obraz je videti mladosten. Slika je signirana v jarmu naprsnika: L. DAVID LETNIK IX.
Charlottenburška različica (260 × 226 cm) prikazuje Napoleona v rdečem plašču, ki je na kostanjevem konju. Zaponka je preprostejša, brez martingala, obseg pa je sivo-moder. Na tleh so sledi snega. Napoleonove poteze so utopljene z rahlim kančkom nasmeha. Slika je signirana L.DAVID LETNIK IX.
V prvi različici iz Versaillesa (272 × 232 cm) je konj pikčasto siv, kljuka je enaka različici iz Charlottenburga, streme pa je modro. Vezenina rokavice je poenostavljena s sprednjo stranjo rokava, ki je vidna pod rokavico. Pokrajina je temnejša in Napoleonov izraz je strožji. Slika ni podpisana.
Različica iz Belvedera (264 × 232 cm) je skoraj identična različici iz Versaillesa, vendar je podpisana z J.L.DAVID L.ANNO X.
Druga različica iz Versaillesa (267 × 230 cm) prikazuje črno-belega konja s popolnim taktom, vendar brez martingala. Obseg je rdeč. Ogrinjalo je oranžno rdeče barve, ovratnik je črn, vezenje rokavice pa je zelo preprosto in skoraj neopazno. Šal, zavezan okoli Napoleonovega pasu, je svetlo modre barve. Častnik s sabljo je ponovno zamaskiran s konjskim repom. Napoleonove poteze so starejše, ima krajše lase in – tako kot v različici Charlottenburga – je rahlo sled nasmeha. Vezenina in slog dvoroga nakazujeta, da je bila slika dokončana po letu 1804. Slika ni datirana, ampak je podpisana z L.DAVID.

## Sprejem
Prvi dve kopiji sta bili razstavljeni v Louvru junija 1801 poleg slike Posredovanje Sabink, in čeprav je bil v tisku razburjen nakup, je slika hitro postala znana zaradi številnih reprodukcij, ki so bile izdelane, podoba pa se je pojavljala povsod, od plakatov do poštnih znamk. Hitro je postala največkrat reproducirana podoba Napoleona.
S tem delom je David ponesel žanr konjeniškega portreta v zenit. Noben drug konjeniški portret, ustvarjen pod Napoleonom, ni pridobil takšne slave, z morda izjemo Théodora Géricaulta The Charging Chasseur iz leta 1812.
Z Bonapartejevim izgnanstvom leta 1815 so portreti padli iz mode, vendar so jih v poznih 1830-ih spet obesili v umetnostnih galerijah in muzejih.

## Splošni viri
- Dominique-Vivant Denon, Vivant Denon, Directeur des musées sous le Consulat et l'Empire, Correspondance, 2 vol., Réunion des Musées nationaux, Pariz, 1999 (francosko)
- Antoine Schnapper (commissaire de l'exposition), David 1748–1825 catalogue de l'exposition Louvre-Versailles, Réunion des Musées nationaux, Pariz, 1989 ISBN 2-7118-2326-1 (francosko)
- Daniel Wildenstein et Guy Wildenstein, Document complémentaires au catalogue de l'œuvre de Louis David, Fondation Wildenstein, Pariz, 1973. (francosko)